# Джек Скеллингтон
Джек Скеллингто́н (англ. Jack Skellington) — вымышленный персонаж, фантастический герой поэмы Тима Бертона «Кошмар перед Рождеством» и одноимённого кукольного мультфильма по её мотивам.
По сюжету мультфильма, жители городка Хэллоуин (англ. Halloween Town) под предводительством Джека пытаются переделать празднование Рождества на свой, довольно мрачный, лад. Бёртон сопроводил свою небольшую поэму собственными цветными рисунками изначально планируя телевизионную постановку.
Джек наделён мощными лидерскими и актёрскими способностями, а также безграничной фантазией. Он выглядит как высокий тощий скелет в чёрном похоронном фраке с растрёпанными фалдами. К Джеку испытывает романтические чувства Салли — женщина «собранная из частей различных человеческих тел» доктором Финкельштейном, в конце Джек отвечает ей взаимностью. Также у него есть домашний питомец — призрак собаки по имени Зеро.
Джек в итоге стал одним из знаковых явлений для молодежи, в частности, готической и эмо субкультур. Большую популярность Джек обрёл в Японии — его персоне посвящены целые отделы крупных магазинов игрушек.

## Кинокарьера Джека
Впервые на киноэкране Джек появляется в качестве камео в фильме «Винсент» (1982). В эпизоде, когда монстры набрасываются на главного героя, лицо Джека появляется в правом верхнем углу за плечом воображаемой мёртвой жены Винсента, а затем в ленте «Битлджюс» (1988), хотя в обоих случаях имя персонажа не упоминается.
В 1993 году вышел полнометражный кукольный мультфильм «Кошмар перед Рождеством». В озвучивании Джека приняли участие сразу два человека: Повелитель Тыкв заговорил голосом Криса Сарандона, а Дэнни Эльфман исполнил вокальные партии.
Список исполнителей роли Джека в разных языковых версиях.
| Оригинальная версия                 | Русская версия  | Французская версия | Немецкая версия  | Испанская версия                | Итальянская версия | Японская версия  |
| ----------------------------------- | --------------- | ------------------ | ---------------- | ------------------------------- | ------------------ | ---------------- |
| Крис Сарандон Дэнни Эльфман (вокал) | Алексей Кортнев | Оливье Константин  | Александр Гёбель | Антонио Рамос Тони Крус (вокал) | Ренато Черро       | Масатика Итимура |

Камео Джека имеется в фильме «Джеймс и гигантский персик (мультфильм)» (1996). Не сразу узнаваемый из-за грима, Скеллингтон в треуголке и с бородой, появляется в качестве капитана затонувшего корабля.
Принято считать, что пугало в прологе «Сонной лощины» (1999) идентично пугалу, из которого развоплощается Повелитель Тыкв в самом начале «Кошмара перед Рождеством» — западные поклонники Джека склонны считать это первым появлением Скеллингтона в игровом кино.
В 2007 Скеллингтон появляется в рекламном ролике Disney.com с двумя героями «Кошмара перед Рождеством» — Циклопом и Демоном-Арлекином.
Образ Джека часто используется в кинопародиях: например в эпизоде «The Nightmare Before Hanukkah» сериала «The Critic» и серии «Donkey Punch» мультипликационно-пародийного «Robot Chicken» .

## Джек в литературе
Поэма «Кошмар перед Рождеством» была выпущена с иллюстрациями автора впервые в 1993 году в издательстве Hyperion Books for Children. Причем, в более ранней редакции финал поэмы был более мрачный — Джек обещал, что в следующем году, возможно, предпримет ещё одну попытку «празднования Рождества». Переиздание поэмы 2006 года сопровождает звуковой CD, на котором поэму читает Патрик Стюарт.
В 1993 году вышла книга Фрэнка Томпсона «Tim Burton's Nightmare Before Christmas» (Disney Press), посвящённая съёмкам мультфильма «Кошмар перед Рождеством»
Существует манга-адаптация «Кошмара» Асуки Джун (последнее переиздание 2006 Ehapa Comic Collection).
Джек и Салли появляются на страницах японского компендиума «Goth-ic Taste» (издание 2002 Atelier Third) сидящими на могиле Тима Бёртона
Регулярно изображениями Джека (одного, либо в компании других персонажей «Кошмара перед Рождеством», чаще всего это Салли или Зеро) украшаются страницы японского издания о моде «Gothic & Lolita Bible».
В финале комикса «Симпсоны: Рождественское приключение Гомера» появляется Джек Скеллингтон, машущий рукой Гомеру на прощание.

## Компьютерные и видеоигры с участием Джека
В 2002 году Джек появился в японской видеоигре «Kingdom Hearts», где он наряду с другими персонажами Диснея, действует заодно с героями игр Square Enix. Этот список дополнили «Kingdom Hearts: Chain of Memories» (2004) и «Kingdom Hearts II» (2005).
В качестве монстра Джек выступает в корейской игре «Ragnarok Online».
Игра «The Nightmare Before Christmas: Oogie's Revenge», вышедшая в 2004 году фактически продолжает сюжет мультфильма «Кошмар перед Рождеством». Действие в ней происходит год спустя, после событий описаных в мультфильме: пока Джек готовит новые развлечения к следующему Хэллоуину, восстает из пепла его старый недруг, злобный великан из мешковины Уги-Бугимен.
Выпущенная в том же году «The Nightmare Before Christmas: The Pumpkin King» повествует о начале конфликта между Джеком и Уги-Буги. Действие игры предшествует событиям мультфильма. Игра проливает свет на то, как Джек получил титул Повелителя Тыкв.

## Прочие проявления

«Дом с привидениями» оформленный в стилистике «Кошмара перед Рождеством».

- Один раз в год, в период Рождественских каникул, аттракцион «Дом с привидениями» в Диснейленде изменяется в соответствии с тематикой «Кошмара перед Рождеством». Главными героями аттракциона становятся Джек и другие персонажи фильма (чаще всего Циклоп и Демон-Арлекин). Виртуальное путешествие по «Дому с привидениями» в таком оформлении включено в юбилейное переиздание мультфильма на DVD, вышедшее в 2008 году.
- В песне группы Blink-182 «I Miss You» упоминается Джек Скеллингтон и его подружка Салли: «We can live like Jack and Sally if we want, and have Halloween on Christmas» (дословно «Если захотим, можем жить как Джек и Салли, и праздновать Хэллоуин под Рождество»).